# Norishige Kanai
Norishige Kanai (jap. 金井 宣茂, Kanai Norishige; * Dezember 1976 in der Präfektur Tokio, aufgewachsen in der Präfektur Chiba, Japan) ist ein japanischer Arzt und Raumfahrer.

## Ausbildung und berufliche Laufbahn
Kanai schloss 1995 die Tōhō-Oberschule in Narashino ab. Im März 2002 wurde er zum Offizier der Japanischen Maritimen Selbstverteidigungsstreitkräfte ernannt, nachdem er die Bōei Ika Daigaku (Wehrhochschule für Medizin) als Arzt abgeschlossen hatte. Danach arbeitete er als Chirurg und Tauchmediziner am Krankenhaus der Hochschule, an den Kliniken der Marinebasen Ōminato in Mutsu und Kure, sowie im Sanitätsdienst der Dai-ichi Jukka Gakkō (1. Technischen Schule) der Japanischen Maritimen Selbstverteidigungsstreitkräfte.

## Raumfahrertätigkeit
2009 wurde er mit zwei weiteren Kandidaten ausgewählt, um als japanischer Astronaut auf der Internationalen Raumstation zu forschen. Von September 2009 bis Juli 2011 befand er sich im speziellen Training bei der NASA für den Raumflug zur ISS, mit verstärktem Training auf die Ausstattung und die Experimente des japanischen Moduls Kibō.

### NEEMO-20
Im Juli/August 2015 war er ein Besatzungsmitglied der NEEMO-20-Mission, einem Unterseeforschungshabitat der National Oceanic and Atmospheric Administration (NOAA) vor der Küste Floridas, in dem er 14 Tage arbeitete.

### Sojus MS-07
Im August 2015 wurde Kanai für einen Langzeitaufenthalt an Bord der ISS nominiert. Am 17. Dezember 2017 brach er zusammen mit dem russischen Kommandanten Anton Schkaplerow und dem amerikanischen Astronauten Scott Tingle mit Sojus MS-07 zur ISS auf. Dort arbeitete er bis Juni 2018 als Bordingenieur der ISS-Expeditionen 54 und 55.

## Privates
Kanais Hobbys sind japanische Kampfkünste wie Aikidō sowie Gerätetauchen und Reisen. Er ist Mitglied der Japanischen Chirurgischen Gesellschaft sowie der Japanischen Gesellschaft für Hyperbar- und Tauchmedizin.